# Andrzej Przewoźnik

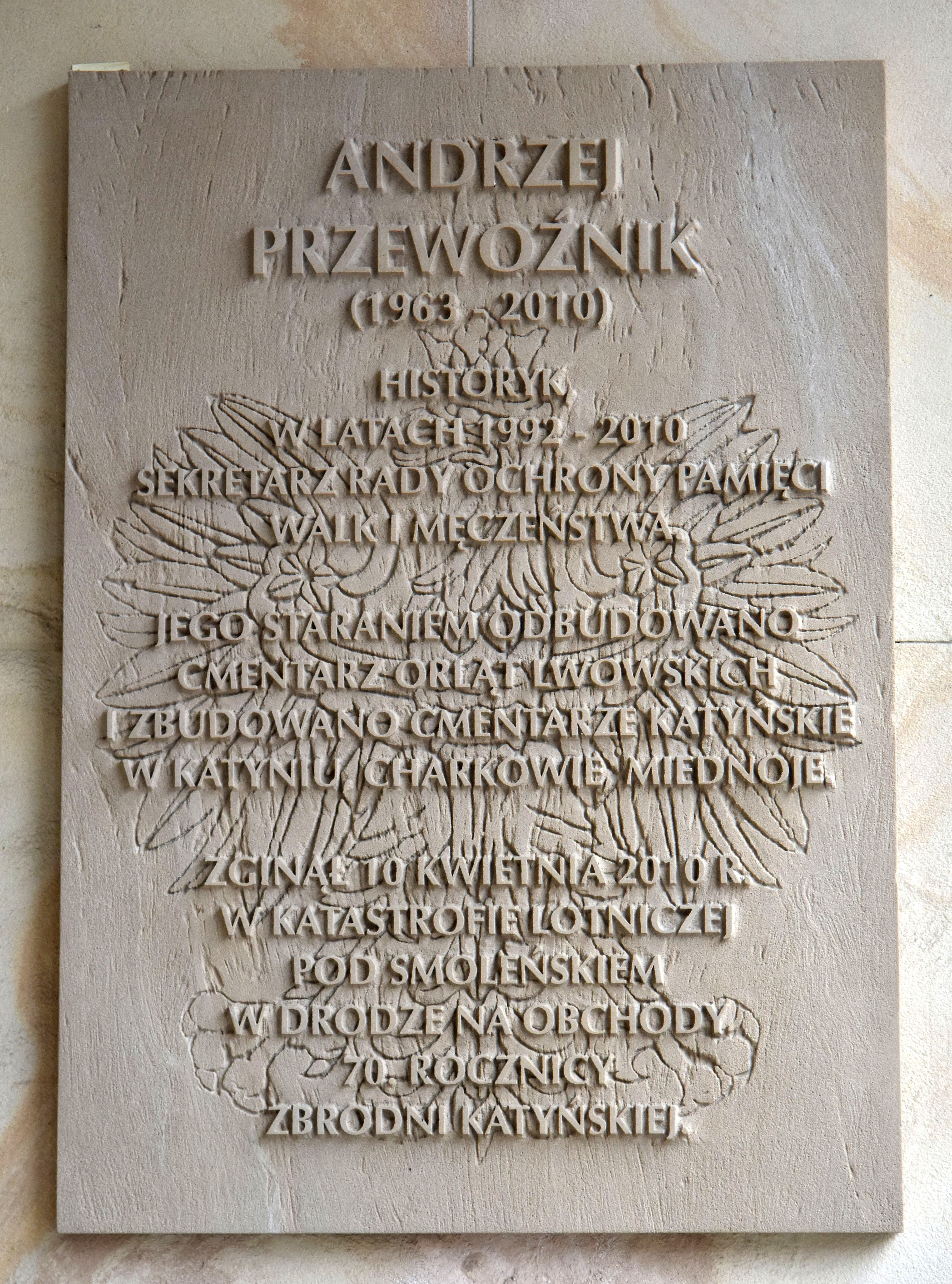
Tablica pamiątkowa przy ul. Wspólnej 2/4 w Warszawie

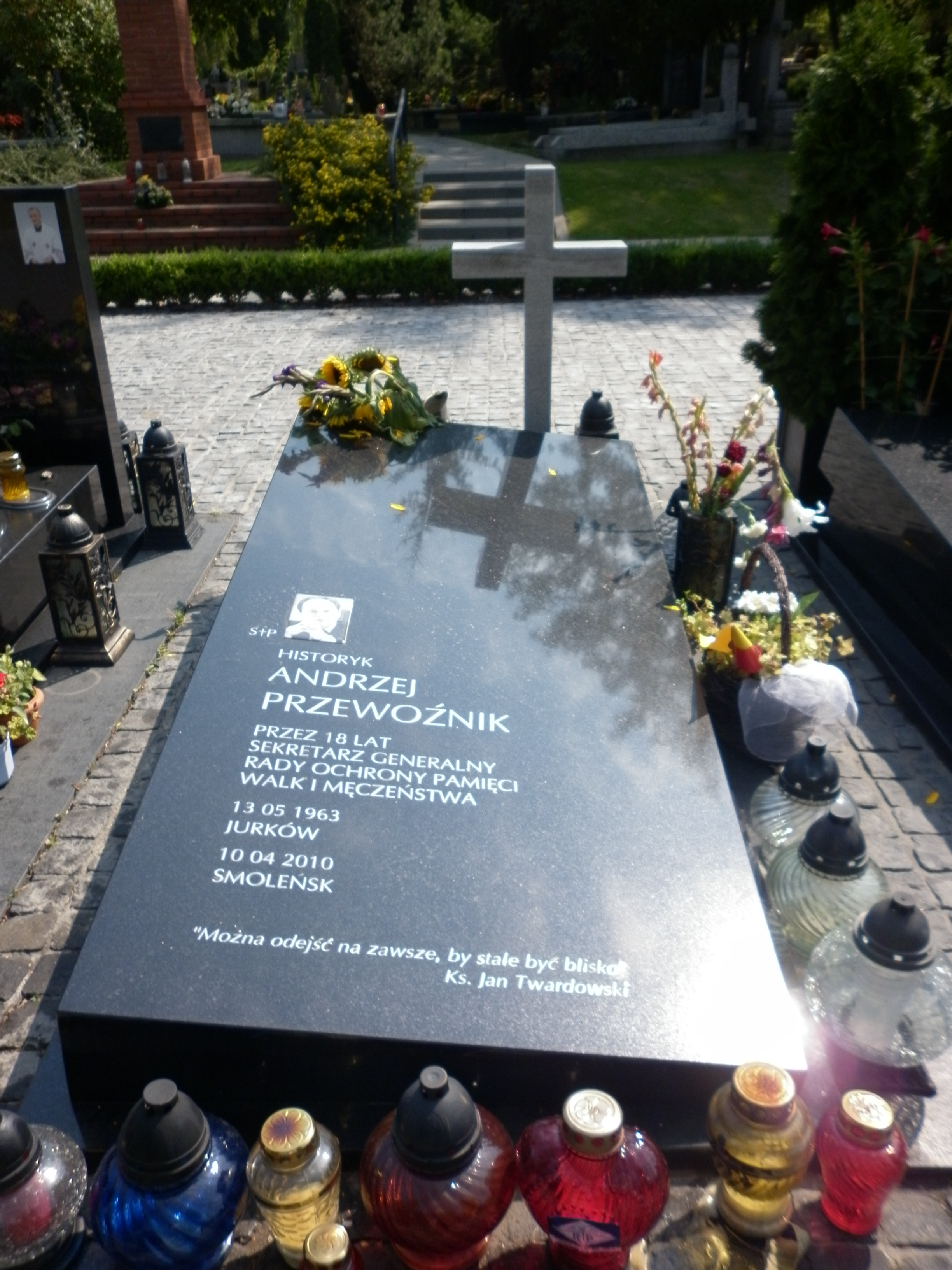
Grób Andrzeja Przewoźnika na cmentarzu Wojskowym na Powązkach

Andrzej Jan Przewoźnik (ur. 13 maja 1963 w Jurkowie, zm. 10 kwietnia 2010 w Smoleńsku) – polski historyk, sekretarz generalny Rady Ochrony Pamięci Walk i Męczeństwa (1992–2010).

## Życiorys
W 1988 ukończył studia historyczne na Wydziale Filozoficzno-Historycznym Uniwersytetu Jagiellońskiego w Krakowie. W 2002 został absolwentem studiów podyplomowych z dziedziny z obronności państwa na Wydziale Strategiczno-Obronnym Akademii Obrony Narodowej w Warszawie.
W latach 1981–1989 zaangażowany w działalność NSZZ „Solidarność””. W 1990 uzyskał mandat radnego Rady Dzielnicy Zwierzyniec w Krakowie z ramienia Komitetu Obywatelskiego. W tym samym roku rozpoczął pracę w Urzędzie Wojewódzkim w Krakowie. Od 1 września 1992 do 10 kwietnia 2010 pełnił funkcję sekretarza generalnego Rady Ochrony Pamięci Walk i Męczeństwa. Pełniąc tę funkcję odniósł liczne sukcesy, m.in. w sprawie cmentarza i pomnika ofiar zbrodni w Jedwabnem czy wieloletniej skutecznej batalii o odbudowę i ponowne uroczyste otwarcie Cmentarza Obrońców Lwowa. Był Wiceprzewodniczącym i Sekretarzem Komisji ds. Upamiętnienia Ofiar Zbrodni Katyńskiej przy Prezesie Rady Ministrów (1994–1998).
Członek Rady Muzealnej Państwowego Muzeum KL Auschwitz-Birkenau w Oświęcimiu-Brzezince, Muzeum Niepodległości w Warszawie, Centralnego Muzeum Jeńców Wojennych w Łambinowicach-Opolu, wiceprzewodniczący Rady Muzeum Wojska Polskiego, członek Rady Programowej Muzeum Powstania Warszawskiego. W dniu 30 kwietnia 2009 został powołany przez Ministra Kultury i Dziedzictwa Narodowego na członka pierwszej kadencji (2009–2013) Rady Muzeum II Wojny Światowej w Gdańsku oraz wybrany na jej sekretarza. Redaktor naczelny czasopisma historycznego „Niepodległość”.
W 2005 był jednym z najpoważniejszych kandydatów na następcę Leona Kieresa na stanowisku prezesa Instytutu Pamięci Narodowej.
Zginął 10 kwietnia 2010 w katastrofie polskiego samolotu Tu-154M w Smoleńsku w drodze na obchody 70. rocznicy zbrodni katyńskiej. Pozostawił żonę Jolantę i dwie córki – Joannę i Julię.
27 kwietnia 2010 został pochowany w Kwaterze Smoleńskiej na cmentarzu Wojskowym na Powązkach w Warszawie. Jego ciało zostało ekshumowane 14 marca 2017 w związku z prowadzonym w Prokuraturze Krajowej śledztwem w sprawie katastrofy smoleńskiej.

## Tablice pamiątkowe
- tablica pamiątkowa odsłonięta 16 sierpnia 2010 w Juchnowcu Kościelnym[6]
- tablica pamiątkowa odsłonięta 1 września 2010 w Štúrovie na Słowacji[7]
- tablica pamiątkowa odsłonięta 11 kwietnia 2012 w Krakowie w Zespole Szkół Zawodowych nr 1 im. ks. kard. Adama Stefana Sapiehy przy ulicy Rzeźniczej 4, gdzie mieściło się niegdyś Technikum Geologiczne, którego absolwentem był Andrzej Przewoźnik[8]
- tablica pamiątkowa odsłonięta 19 kwietnia 2011 r. na Cmentarzu Poległych 1920 r. w Radzyminie
- tablica upamiętniająca odsłonięta 16 kwietnia 2012 obok Krzyża Katyńskiego na Cmentarzu Centralnym w Szczecinie[9]
- tablica pamiątkowa odsłonięta 21 kwietnia 2017 roku w Budapeszcie na Węgrzech w Parku Męczenników Katynia[10]

## Odznaczenia
- Krzyż Wielki Orderu Odrodzenia Polski (pośmiertnie, postanowieniem z 16 kwietnia 2010 marszałka Sejmu Bronisława Komorowskiego wykonującego obowiązki prezydenta RP, na wniosek Kapituły Orderu Odrodzenia Polski „za wybitne zasługi w służbie państwu i społeczeństwu”)[11]
- Krzyż Oficerski Orderu Odrodzenia Polski (2000)[12]
- Krzyż Kawalerski Orderu Odrodzenia Polski (1995)[13]
- Złoty Medal „Zasłużony Kulturze Gloria Artis” (2010, pośmiertnie)[4]
- Krzyż Komandorski Orderu Świętego Grzegorza Wielkiego
- Krzyż Oficerski Orderu Zasługi Republiki Węgierskiej
- Srebrny Krzyż Stowarzyszenia Polskich Kombatantów w Londynie
- Order Przyjaźni (Rosja, 2001)[14]
- Medal „Milito Pro Christo” (2001)
- Dyplom „Benemerenti” nadany przez Biskupa Polowego WP gen. dyw. Sławoja Leszka Głódzia (2001)

## Publikacje
- Przewoźnik Andrzej, Polskie cmentarze wojenne w Iranie = Polish War Cemeteries in Iran, Warszawa, Oficyna Wydawnicza „Adiutor”, 2002, 60 s.; wyd. 2. uzupełnione, Warszawa, Rada Ochrony Pamięci Walk i Męczeństwa, 2012, 67 s.
- Kunert Andrzej Krzysztof, Przewoźnik Andrzej, Stolarski Rafał E. (red.), Polacy w Iranie 1942-1945, t. 1, Warszawa, Rada Ochrony Pamięci Walk i Męczeństwa, Oficyna Wydawnicza „Adiutor”, 2002, 559 s.
- Przewoźnik Andrzej, Adamska Jolanta, Katyń. Zbrodnia. Prawda. Pamięć, Warszawa, Świat Książki, 2010, ISBN 978-83-247-2036-1 (wydana pośmiertnie).
- Kiss Csaba Gy., Przewoźnik Andrzej, Tam na północy. Węgierska pamięć polskiego września, Wydawnictwo Most, 2010.
- Przewoźnik Andrzej, Cmentarze katyńskie, Wydawnictwo Terra Nova, ISBN 978-83-89474-12-4.
- Gałęzowski Marek, Przewoźnik Andrzej, Gdy wódz odchodził w wieczność..., ISBN 83-89474-13-1.
- Andrzej Przewoźnik Andrzej, Strzembosz Adam, Generał Nil, 1999.